# Corydoras maclurei
Corydoras maclurei — вид сомоподібних риб з роду коридорас підродини Corydoradinae родини панцирних сомів. Описаний у 2023 році.

## Назва
Corydoras maclurei названо на честь Роберта «Роба» Маклура, відомого селекціонера Corydoradinae. Роб був головним англомовним рецензентом перших публікацій автора, крім того, він надав цінну інформацію та живі фотографії кількох видів Corydoradinae.

## Поширення
Ендемік Перу. Описаний із приток річки Араса, притоки річки Інамбарі, яка сама є притокою річки Мадре-де-Діос, лівої притока річки Бені, басейну Мадейри → Амазонки.

## Опис
Дрібна риба завдовжки до 37 мм. Вид можна відрізнити від однорідних за такими ознаками: відсутність контакту між заднім відростком тім'яно-надпотиличної та потиличної пластинки; одна велика помітна темно-коричнева або чорна пляма на передньодорсальній частині з флангу; пляма дещо округла до приблизно ромбовидної форми, і відсутність темних плям на плавниках.